# Gian Fermo Trivulzio

Stemma della famiglia Trivulzio

Gian Fermo Trivulzio (Milano, intorno al 1450 – Milano, 27 gennaio 1491) è stato un politico italiano, fratello minore di Gian Giacomo Trivulzio.

## Biografia
Era figlio di Antonio Trivulzio (?-1454) e di Francesca Visconti Aicardi.
Nel 1460 venne investito del feudo di Corte Palasio, nel 1466 assieme ai fratelli del feudo di Pontenure nel piacentino. 
Nel 1469 fu nominato podestà di Valtellina e consigliere ducale.

## Discendenza
Gian Fermo sposò Margherita Valperga ed ebbero sette figli:
- Antonio (?-1522), vescovo di Asti
- Giorgio (?-1512), condottiero, sposò Caterina Trivulzio
- Paola, sposò Giorgio Crotti
- Scaramuccia (1465-1527), cardinale
- Alessandro (?-1521), condottiero
- Gerolamo Teodoro (?-1524), condottiero al servizio della Francia
- Maddalena, sposò Antonio Visconti